# Visok, Tărgoviște
Visok (în bulgară Висок) este un sat în comuna Omurtag, regiunea Tărgoviște,  Bulgaria. 

## Demografie
Componența etnică a satului Visok
     Turci (92,73%)
     Nicio identificare (7,26%)
     Altele (0%)
La recensământul din 2011, populația satului Visok era de 289 locuitori. Din punct de vedere etnic, majoritatea locuitorilor (92,73%) erau turci. Pentru 7,26% din locuitori nu este cunoscută apartenența etnică.